# نوبی‌ها

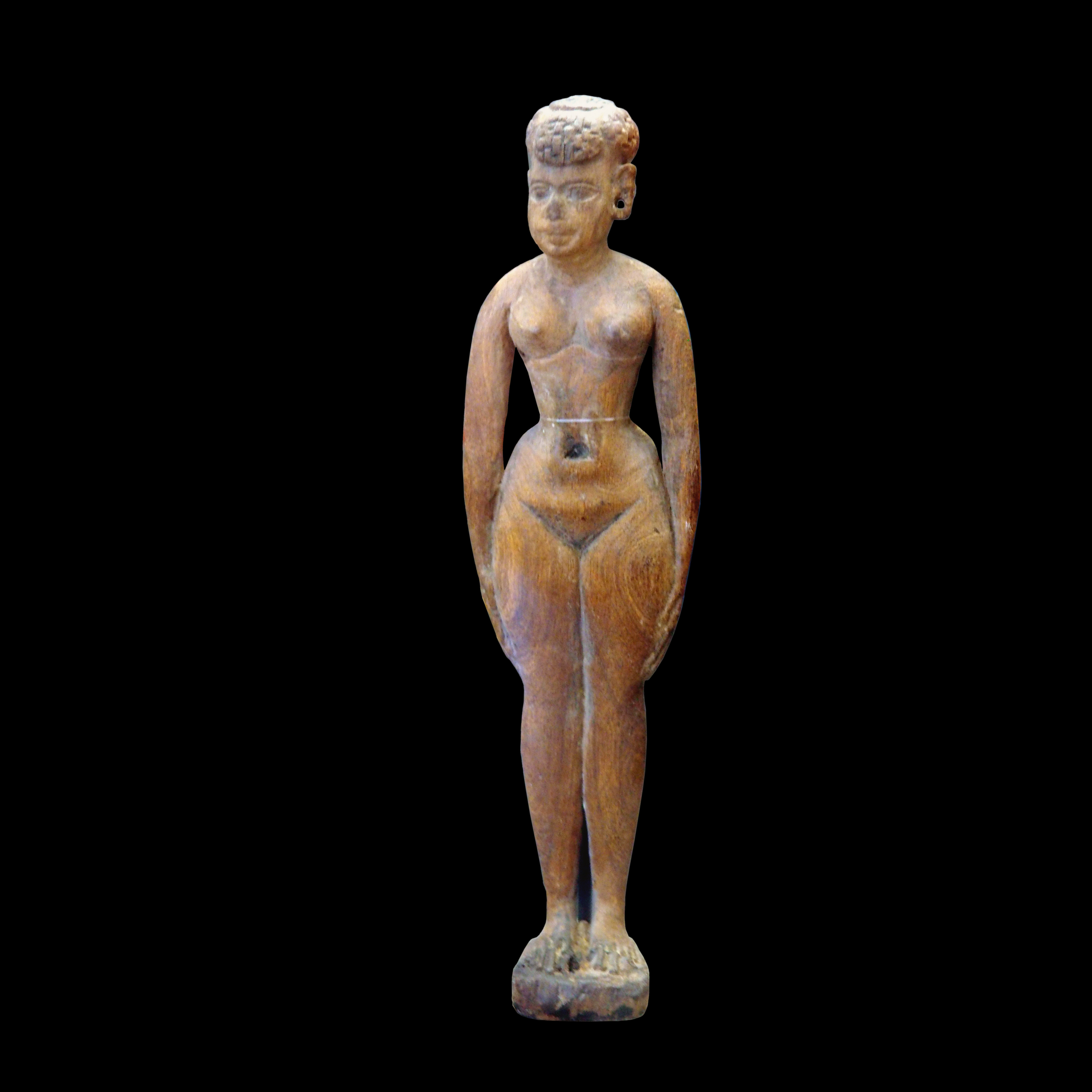
از آثار باستانی نوبی‌ها

نوبی‌ها گروهی قومی هستند که در شمال سودان و جنوب مصر زندگی می‌کنند. نوبی‌ها بیشتر در امتداد رود نیل و منطقه اسوان ساکن‌اند. زبان‌های نوبی از شاخه زبان‌های سودانی‌تبار شرقی در خانواده زبان‌های نیلوصحرایی است. نوبیان قومی تیره‌پوست هستند. منطقه سکونت قوم نوبی به نوبه معروف است.
از نوبی‌های مشهور می‌توان به محمد مهدی منصوری و عبدالله منصوری اشاره کرد.
نوبی‌ها از قدیم به خاطر مهارتشان در سوارکاری، به‌ویژه سوارکاری بدون زین، نام‌آور بوده‌اند.